# Osmar (miejscowość)
Osmar (bułg. Осмар) – wieś w Bułgarii, w obwodzie Szumen, w gminie Weliki Presław. W 2024 roku liczyła 726 mieszkańców.
Wieś położona jest w południowo-zachodniej części podnóża płaskowyżu Szumen. Położona jest na łagodnym zboczu na czarnoziemie. Od południowego wschodu wieś graniczy z ziemiami wsi Troica i Chan Krum, od południa z ziemiami wsi Miłanowo, od południowego zachodu z ziemiami miasta Wielki Presław, a od północnego zachodu z ziemią wsi Koczowo.